# Mitokondriális genetika
A mitokondriális genetika a genetikának a mitokondriumban található DNS-sel foglalkozó ága.
A mitokondrium a sejt erőműve, ATP-t és egyéb energiatartalmú molekulákat termel a piruvát anyagcsereútvonalán keresztül. Ugyancsak szerepet játszik a sejt detoxifikálásában, melyet zsírok és aminosavak lebontásával járó katabolikus folyamatokkal visz véghez.

## Jelentősége
Mivel a mitokondriumban egy glükóz molekulából 36 ATP keletkezik, szemben a glikolízis 2 ATP termelésével, a mitokondriumok az élethez elengedhetetlenek a magasabb szintű szervezetekben. Ezért jelenthet végzetes problémát egy-egy mitokondriális enzim hibája vagy hiánya a sejtnek. Ezek az organellumok aszerint specializálódnak, hogy milyen típusú sejtben, illetve annak milyen fejlődési állapotában találhatók. Ezen felül pedig néhány betegség kifejezetten mitokondriális öröklődéshez kötött, így ezek megismerése közelebb vihet minket a megfelelő gyógymódok és kezelések kiválasztásához.

## Mitokondriális membrán komplexek
Az elektron transzport rendszer fehérje komplexekből (I-V komplexek, DHO-QO, ETF-QO és ANT) áll. A Komplex I vagy NADH dehidrogenáz: ubikinon oxidoreduktáz, a NADH-ból származó energiát használja fel protonoknak a mitokondrium belső és külső membránja közötti térbe pumpálásához úgy, hogy 4 protont pumpál át elektrononként és a keletkező energiát a Komplex III-nak (koenzim-Q: citokrom bc1 oxidoreduktáz) adja át elektron formájában. A Komplex II (szukcinát: koenzim-Q-oxidoreduktáz) a citromsavciklus által termelt FADH2-ből veszi fel az energiát és adja át a Komplex III-nak. A Komplex III 4 protont pumpál elektrononként és adja át az elektronokat a Komplex IV-nek. A Komplex IV csak két protont pumpál a mitokondrium membránjai között lévő térbe, még mielőtt az elektron az oxigénnel reagálhatna és létrehozhatná a végterméket, a vizet. A Komplex V (ATP szintetáz: proton transzlokáz) egy több alegységből álló transzmembrán fehérje, mely egyszerre körülbelül 10 protont enged be a belső térbe a gradiensüknek megfelelően. A gradiensből szerzi az energiát ATP képzéshez ADP és foszfátcsoport felhasználásával.
Az elektron transzfer flavoproteinje, a koenzim-Q: oxidoreduktáz komplex a zsírsavak és aminosavak lebontásában vesz részt. A fentebb említett ANT (adenin nukleotid transzlokátor) pedig az oxidatív foszforiláció egyik energiaszállító molekulája. Ez a nyolc komplex kulcsszerepet játszik a sejtek megfelelő működésében, mivel bármelyikükben bekövetkezett mutáció sejthalálhoz vagy stressz állapothoz vezet, akár betegségeket okozva ezzel.

## Mitokondriális genom
A mitokondriumok saját DNS-sel rendelkeznek, amit mtDNS-ként jelölünk. Az mtDNS cirkuláris molekula, amely a legtöbb állatban 13-14 elektron transzport láncban részt vevő fehérjét, 2 riboszomális, azaz rRNS alegységet és 22 transzfer RNS-t kódol. Mivel az elektron transzport láncban 13-14-nél több fehérje található, a maradékot a sejtmag DNS-e kódolja. A mitokondrium fehérjéit kb. 3000 gén kódolja, melyből mindössze 37 található az mtDNS-ben. Csak 3%-uk kódol ATP termeléshez szükséges fehérjéket.
Nagy a valószínűsége, hogy ha a kromoszomális DNS-ben mutáció megy végbe, akkor az érinti a mitokondrium működését is, és ez attól függően, melyik szövetben található és milyen annak a szövetnek az energiaigénye, a súlyostól az észrevehetetlenig, bármilyen elváltozást eredményezhet. A mitokondriális mutációk maternálisan öröklődnek, de csak akkor adódnak tovább, ha a mutáció a megtermékenyítés előtt lévő oocytában vagy a kromoszomális DNS-ben következik be.
A mitokondriális genom génjeinek száma fajról fajra változhat. Emberben, a nehéz (külső) lánc 28-at, míg a könnyű (belső) szál 9 gént (ebből 8 tRNS-t) kódol. Az emberi mtDNS 16 569 bázispárt tartalmaz. Az egész molekulának egy szabályozó régiója van, mely mindkét szál replikációs origójával (starthelyével) rendelkezik. Minden egyes mitokondrium 2-10 mtDNS kópiát hordoz. Az mtDNS-t már többen is megszekvenálták. A források között két szervezet is nagyszerű diagramot kínál az mtDNS-ről, ezek a The Catalana Society of Neurology és a Mitochondrial Human Genome Report (l. a hivatkozások).
Az mtDNS mutációs rátája tízszer nagyobb, mint a nukleáris DNS-é. Ennek köszönhetők a mitokondriumok nemcsak két faj között, de egy adott egyeden belül is fellelhető variációi. Számítások szerint, ha két véletlenül kiválasztott ember mtDNS-eit összevetnénk, 50-70 nukleotidnyi különbséget találnánk, ami a teljes mitokondriális genom tetemes, 0,42%-át jelenti.

## A mitokondriális betegségek öröklődési mintázatai
Mivel a mitokondriális betegségek mind maternálisan, mind a kromoszómákkal örökíthetők, az az út, ahogyan generációról generációra terjednek, nagyrészt magától a betegségtől függ. Mutációk érinthetnek autoszomális és ivari kromoszómákat is. A mitokondriális és kromoszomális DNS bonyolult kölcsönhatása miatt nehéz az ilyen betegségeket diagnosztizálni. Más szempontból, néhány mtDNS-ben bekövetkezett mutáció könnyen felfedezhető, hiszen rendkívül látható tüneteket okoz: súlyos muszkuláris, neurális vagy akár hepatikus szöveti elváltozásokat.
Lényeges szempont azonban, hogy egy ilyen jellegű betegség nem azonos módon manifesztálódik az utódokban, köszönhetően az érintett mitokondriumok számának, öröklődési rátájának és annak, hogy hány mtDNS került egy-egy ilyen organellumba vagy éppen a környezeti hatások mely formát (a vad vagy mutáns típust) részesítették előnyben. Ikrek esetében előfordul a mitokondriális mutációk egyenlőtlen eloszlása éppen az előbb felsorolt okok miatt. És habár maternális az öröklődése, egy-egy spermiumból bejuthat mitokondrium az oocytába, de ennek gyakorisága elenyésző.

## A genetikai kód
A genetikai kód nagyrészt univerzális. Kevés kivétel van, melyek közé a mitokondrium is tartozik. A legtöbb szervezetben a stop kodont (a transzláció befejezését indukáló triplet) az „UAA”, „UAG” és az „UGA” kódolják. Ez a gerinces mitokondriumban „AGA”, „AGG”. „AUA” az izoleucint kódolja általában, de metionint a gerinces mitokondriumban, míg az „UGA” stop kodon a triptofán termeléséért felelős. Számos ilyen variációt felfedezhetünk, amely arra utal, mennyi a múltban végbement mutáció maradt fent anélkül, hogy negatív hatással lett volna a mitokondriumok működésére.
Sőt, ezek az organellumok hasznos eszközök egyes fajok és felmenőik közötti evolúciós különbség meghatározására. Így mutatták ki, hogy létezett valahol Afrikában 100-200 ezer évvel ezelőtt egy „mitokondriális Éva”, aki minden ma élő embernek őse. Nem az első ember volt, csak minden ma élő ember, ennek a nőnek leszármazottja. Ezzel bizonyították Afrika emberi őshaza voltát.
A mitokondriumok eredetét az endoszimbionta elmélet írja le a fellelhető bizonyítékokkal leginkább korrelálva. Eszerint egy anaerob eukarióta és egy aerob prokarióta fúziója ment végbe kb. 1,5 milliárd évvel ezelőtt, melynek eredménye egy szimbiózis lett, ahol az eukarióta sejten belül tudott energiát termelni aerob módon a prokarióta baktérium.

## Mitokondriális transzkripció, replikáció, transzláció és javító mechanizmusok
A mitokondriális replikációt a sejtmag kromoszómái irányítják, és annyi mitokondrium termelésére adnak parancsot a mitokondriális polimeráznak, amennyit az adott sejt igényel. Mivel két szál van a genomban (nehéz és könnyű), ezeknek pedig eltérő a replikációs origójuk, ezért ellentétes irányban és nem egyszerre zajlik a szálak másolása, ún. D-loop konfigurációban. Az egyik szál hamarabb kezd replikálódni mindaddig, míg el nem éri a másik szál replikációs starthelyét, akkor a másik szál folytatódik az ellenkező irányban. Ez két új mtDNS molekulát fog eredményezni. Mikor egy mitokondrium elegendő mtDNS molekulát, membrán építőelemet tartalmaz, elkezdődhet a mitokondrium kettéválása. Bizonyított, hogy ezen folyamat alatt az mtDNS-ek között crossing over (átkereszteződés) játszódik le.
Az mtDNS könnyen károsodhat az ATP-termelés hibája folytán keletkező szabad gyökök miatt. Az ilyen hibákat okozhatja genetikai betegség, daganat vagy hőmérsékleti ingadozások. A szabad gyökök annyira megváltoztatják az mtDNS-molekulákat, hogy azokat a polimeráz már nem képes maradéktalanul felismerni, ami deléciókhoz, átrendezésekhez és egyéb mutációkhoz fog vezetni. Azonban ugyancsak bizonyították, hogy egyes mitokondriális enzimeknek ún. proofread (azaz hibajavító) funkciójuk is van, amellyel képesek a felmerülő hibákat kijavítani.
A szabad gyökök által okozott deléciókat, mutációkat az öregedéssel hozzák összefüggésbe. A kor előrehaladtával, a gyökök több mutáns fehérjét eredményeznek, melyek még több szabad gyököt hoznak létre. Ez az ördögi kör az évek során hibák tömkelegét halmozza fel, amely hatással leginkább az oxigénfüggő szervekre, szövetekre van, úgy mint az agy, a szív, az izmok és a vese. Ennek köszönhetően jönnek létre degeneratív betegségek, például a Parkinson-kór, Alzheimer-kór és a koszorúér megbetegedések.
A mitokondriális transzkripciót és transzlációt a sejtmag irányítja. A humán mitokondriumban 3 promóter (start régió) található: H1, H2 és L (azaz nehéz szál 1, nehéz szál 2 és könnyű szál). A H1 a teljes nehéz, míg az L a teljes könnyű szál átírását indítja el. A H2 indítja a 2 riboszomális rRNS képződését. A könnyű szálról kis egységek, míg a nehéz szálról policisztronális transzkriptum jön létre, mely azt jelenti, hogy a mRNS több génről átírt információt tartalmaz, ezért többféle fehérje is szintetizálódik róla. Később vágódik funkcionális tRNS-re, mRNS-re és rRNS-re. A mitokondriális transzláció még kevéssé ismert, hiszen in vitro nehéz szimulálni az mRNS bonyolult posztranszkripciós változásai miatt.

## Kromoszóma-mediált mtDNS-replikációs hibajavítás
Mivel a mitokondriális növekedést és osztódást a nukleáris DNS irányítja, ezért az abban bekövetkező változások számos mtDNS replikációs hibát eredményezhetnek. A mitokondriumnak szüksége van egy bizonyos fehérjére, amit a mag termel, hogy osztódhasson. Ha ez nincs jelen, az organellum osztódás nélkül hatalmasra nő, funkcióképtelenné válik. Direkt vagy indirekt mutációk az mtDNS-ben is végbemehetnek, melyek közül az indirekt hibákat általában a sejtmagi DNS által termelt mutált fehérje miatt képződő szabad gyökök okozzák.